# ريان أورورك
ريان أورورك (بالإنجليزية: Ryan O'Rourke)‏ هو لاعب كرة قاعدة أمريكي، ولد في 30 أبريل 1988 في ورسستر في الولايات المتحدة.

## وصلات خارجية
- ريان أورورك على موقع دوري كرة القاعدة الرئيسي (الإنجليزية)
- ريان أورورك على موقعبيزبول رفرنس.كوم (الدوري الرئيسي) (الإنجليزية)
- ريان أورورك على موقعبيزبول رفرنس.كوم (الدوري الثانوي) (الإنجليزية)
- ريان أورورك على موقع إي إس بي إن.كوم (أم.أل.بي) (الإنجليزية)
- ريان أورورك على موقع مشجعي الرسوم البيانية (الإنجليزية)